# Waifu2x
waifu2x는 애니메이션, 사진 형식의 그림 파일에 활용하는 이미지 스케일링(en:image scaling), 노이즈 감소(en:noise reduction) 프로그램이다.
waifu2x는 초해상(en:Super resolution imaging) 합성곱 신경망 (SRCNN) 기술을 응용하여 탄생했으며 연산에 Nvidia CUDA를 사용한다.

## 예시
- 좌측: 512×512px, PNG 무손실, 원본(Wikipe-tan face.svg)
- 중간: 256×256px, JPG 질 30% 표본에 최근린 보간법(en:nearest-neighbor interpolation) 적용
- 우측: 512×512px, waifu2x 확대 & 노이즈 감소

## 참고 문서
- 이미지 스케일링 알고리즘 비교 사진 모음(영어판)